# Yanet Bermoy
Yanet Bermoy Acosta (* 29. Mai 1987 in Cienfuegos) ist eine kubanische Judoka in der Gewichtsklasse bis 48 kg. In Kairo wurde sie 2005 Weltmeisterin. 2007 gewann sie bei den Weltmeisterschaften in Rio de Janeiro die Silbermedaille. 2008 trat sie in Peking erstmals bei Olympischen Spielen an und gewann dort die Silbermedaille, wobei sie gegen Rumänin Alina Dumitru unterlag. Auch bei den Olympischen Spielen 2012 in London gewann sie Silber. Im Finale war sie der Nordkoreanerin An Kum-ae unterlegen.

## Größte Erfolge

### Olympische Spiele
- Olympische Sommerspiele 2008 in Peking (China):

 Silbermedaille in der Gewichtsklasse bis 48 kg (Superleichtgewicht).
- Olympische Sommerspiele 2012 in London (Vereinigtes Königreich):

 Silbermedaille in der Gewichtsklasse bis 52 kg (Halbleichtgewicht).

### Weltmeisterschaften
- Weltmeisterschaften 2005 in Kairo (Ägypten):

 Goldmedaille in der Gewichtsklasse bis 48 kg (Superleichtgewicht).
- Weltmeisterschaften 2007 in Rio de Janeiro (Brasilien):

 Silbermedaille in der Gewichtsklasse bis 48 kg (Superleichtgewicht).

### Panamerikanische Spiele
- Panamerikanische Spiele 2007 in Rio de Janeiro:

 Goldmedaille in der Gewichtsklasse bis 48 kg (Superleichtgewicht).

### Diverses
- Mannschaft

 Silbermedaille bei den Mannschaftsweltmeisterschaften 2006 in Paris, Frankreich
- Junioren:

 Goldmedaille bei den Juniorenweltmeisterschaften 2006 in Santo Domingo (Dominikanische Republik).